# 多機能酵素
多機能酵素（たきのうこうそ、multifuncitonal enzyme）は、突然変異または遺伝子工学や酵素・酵素の調製などの分野において活用されるキーワードで、複数の反応（多くの場合、一連の関連した反応）を触媒する酵素の総称。同一分子内に複数の活性中心をもつものや、異なる反応を触媒するサブユニットが集まった複合体もあり、脂肪酸合成酵素やピルビン酸脱水素酵素 (pyruvate dehydrogenase complex) などが典型例。